# Liliana Burijovich
Liliana Burijovich (16 de enero de 1965, Córdoba, Argentina) es una ajedrecista y docente. 

## Logros
Al Campeonato argentino de ajedrez femenino lo ganó en cinco oportunidades: 1986, 1990, 1991, 1999 y 2003. Representó al país en nueve Olimpíadas de ajedrez femeninas: Lucerna (ciudad), Suiza (1982), Dubai, Emiratos Árabes Unidos (1986), Salónica,Grecia  (1988), Novi Sad, Serbia (1990), Manila, Filipinas (1992), Estambul, Turquía (2000), Bled,Eslovenia (2002), Calviá, España (2004) y Turín, Italia (2006).

## Distinciones
La Federación Internacional de Ajedrez (FIDE) le otorgó el título de Maestra internacional femenina (WIM) en 1988.